# Concert per a piano núm. 2 (Brahms)
El Concert per a piano núm. 2 en si bemoll major, op. 83, de Johannes Brahms és aproximadament 20 anys posterior al seu Primer Concert per a piano. Brahms va iniciar la seua composició l'any 1878 i la va completar només tres anys més tard, el 1881, a Pressbaum, en les proximitats de Viena. És considerat per molts pianistes i entesos com una de les peces de major dificultat tècnica dins de la literatura pianística universal.
A diferència del primer concert per a piano, aquest compta amb quatre moviments:
1. Allegro non troppo
2. Allegro appassionato
3. Andante
4. Allegretto grazioso

En aquesta obra, Brahms, seguint l'exemple de Liszt i els seus cèlebres concerts per a piano, altera l'esquema tradicional del concert clàssic, introduint, després del primer moviment, un segon moviment ràpid. És una obra de llarg alè, de vasta dimensió, i en aquest sentit, pel seu caràcter marcadament simfònic i els seus amplis desenvolupaments temàtics, s'emparenta amb el seu Primer concert per a piano. D'impuls menys tràgic que el seu predecessor, més aviat imbuït d'un colorit de profund lirisme, aquesta obra gaudeix en l'actualitat d'una popularitat només comparable a les contribucions de Beethoven i Schumann al gènere.
Malgrat la seua gran escala, quan Brahms li va enviar una còpia de la partitures al seu amic, el cirurgià i violinista Theodore Billroth (a qui Brahms va dedicar els seus primers dos quartets de cordes), el va descriure com "unes petites peces per a piano". Brahms mateix, en una carta dirigida a Elisabeth von Herzogenberg, amb el seu proverbial humor, es refereix al segon moviment com "un petit i alegre scherzo".
La peça va ser estrenada a Budapest el 9 de novembre de 1881 amb el compositor al piano. A diferència del seu primer concert, aquest va rebre una molt favorable acollida, i Brahms el va interpretar novament a Alemanya, Àustria i als Països Baixos, a vegades sota la batuta del seu amic Hans von Bülow.